# Antonella Orefice

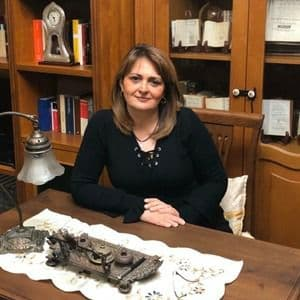
Antonella Orefice, storica

Antonella Orefice (Napoli, 18 settembre 1967) è una storica e saggista italiana.

## Biografia
Laureatasi in Filosofia all'Università degli Studi di Napoli Federico II, si occupa di ricerche storiche relative al XVIII secolo napoletano e, particolarmente, alla Repubblica Partenopea del 1799, su cui ha pubblicato diverse monografie.
Tali studi hanno ricevuto il premio per la ricerca storica con la pubblicazione del lavoro da parte dell'Istituto Italiano per gli Studi Filosofici, conferito per le opere "La Penna e la Spada" del 2009 ed "Il Pantheon dei Martiri del 1799" del 2012.
Nel 2011 ha fondato il Nuovo Monitore Napoletano, di cui è direttrice, "erede" del Monitore Napoletano del 1799 diretto dalla scrittrice repubblicana Eleonora de Fonseca Pimentel; l'iniziativa è stata patrocinata dal Comune di Napoli, dall'Istituto Italiano per gli Studi Filosofici e dalla Società Napoletana di Storia Patria.
Per i suoi studi nel 2016 ha ottenuto la medaglia e l'attestato di benemerenza del Comune di Napoli.
Nel 2019, il libro "Eleonora Pimentel Fonseca. L'eroina della Repubblica Napoletana del 1799", ha vinto il Premio Rhegium Julii,  il premio speciale nazionale "EquiLibri", ed è arrivato finalista al premio Fiuggi Storia 2020.

## Opere
La sua produzione saggistica è incentrata sulla Storia di Napoli, incentrandosi principalmente sul periodo che va dal Settecento all'Ottocento.
- Eleonora de Fonseca Pimentel - Il mistero della Tomba scomparsa, Trapani, in Archivio per la storia delle donne. Il pozzo di Giacobbe Editore, 2007.
- La Penna e La Spada, Napoli, Arte Tipografica Editrice, 2009.
- La vicenda del dr. D. Giuseppe Paolillo e D. Teresa Tramontano : tratta da un inedito processetto matrimoniale del 1792, in Archivio storico per le province napoletane / pubblicato a cura della Societa di storia patria , Anno 127 (2009), p. [221]-236.
- Giorgio Vincenzio Pigliacelli, Avvocato tra Massoneria e Rivoluzione, Ministro e Martire della Repubblica Napoletana del 1799, Napoli, Guida Editore, 2010.
- Procida 1799 - La rinascita degli eroi, Napoli, Arte Tipografica Editrice, 2011.
- Gli ultimi giorni di Gioacchino Murat : dalla cattura all'esecuzione. Cronaca degli avvenimenti da un manoscritto del 1838, in Archivio storico per le province napoletane / pubblicato a cura della Societa di storia patria , Volume129 (2011), p. [227]-238.
- Isabella del Balzo ed il figlio di Isabella di Chiaromonte, in Copertino: Storia e Cultura, dalle origini al Settecento, a cura di Maria Greco, ArcheoClub D’Italia Sede di Copertino “Isabella di Chiaromonte”, 2011.
- Mariano D'Ayala : Il Pantheon dei Martiri del 1799, Istituto Italiano per gli Studi Filosofico Press, Napoli, 2012.
- Termoli e Casacalenda nel 1799 Stragi Dimenticate, Napoli, Arte Tipografica Editrice, 2013.
- Delitti e condannati nel Regno di Napoli (1732-1862) - Nella documentazione dei Bianchi della Giustizia, Napoli, Arte Tipografica Editrice, 2014.
- I Giustiziati di Napoli dal 1556 al 1862 nella documentazione dei Bianchi della Giustizia, Napoli, D'Auria, 2015.
- Gli alberi della libertà ed i matrimoni repubblicani del 1799, in Archivio storico per le province napoletane / pubblicato a cura della Societa di storia patria , Anno 134 (2016), p. [249]-257.
- Eleonora Pimentel Fonseca. L’eroina della Repubblica Napoletana del 1799, Roma, Salerno Editrice, 2019.
- Le Austriache. Maria Antonietta e Maria Carolina, sorelle regine tra Napoli e Parigi, Roma, Salerno Editrice, 2022.
- Tra le mani del boia. Tre secoli di pena capitale a Napoli dai Vicerè ai Savoia (1536-1862), Napoli, Editoriale Scientifica, 2023.
- Il fondo Sant'Uffizio dell'Archivio Storico Diocesano di Napoli Inventario (1648-1766), Napoli, Editoriale Scientifica, 2024.
- Le regole dell’Accademia degli Oziosi e il Fondo Libri proibiti dell’Archivio Storico Diocesano di Napoli, in «Archivio Storico per le Province Napoletane», CXLIII, 2025, pp.185-194.